# 梅纳尔迪马代尔
梅纳尔迪马代尔（荷兰语：Menaldumadeel；西弗里斯语：Menameradiel）是荷蘭的一個已經撤銷的市镇，位於荷蘭北部，在行政區劃上屬於弗里斯蘭省。2018年1月1日，梅纳尔迪马代尔和另外三個市镇合併，新設瓦德胡克。

## 外部連結
维基共享资源上的相關多媒體資源：梅纳尔迪马代尔
- 官方网站